# Aquificota
Phylum
Synonymes
- Thermosulfidibacterota Chuvochina et al. 2024
- Thermosulfidibacterota Montecillo 2024
- Aquithermota Cavalier-Smith 2020
- Aquificota Whitman et al. 2018
- Aquificaeota Oren et al. 2015
- Aquificae Reysenbach 2001

Les Aquificota sont un phylum monotypique du règne des Pseudomonadati au sein du domaine Bacteria. Son nom provient de Aquifex qui est le genre type de ce phylum.
Selon la LPSN (14 avril 2025) ce phylum ne comporte qu'une seule classe, les Aquifica corrig. Reysenbach 2002 (anc. Aquificae).

## Taxonomie
Cet phylum est proposé dès 2012 par M. Goodfellow dans la deuxième édition du Bergey's Manual of Systematic Bacteriology sous le nom de « Aquificae ». Ce n'est qu'en 2021 qu'il est publié de manière valide par Oren et Garrity après un renommage conforme au code de nomenclature bactérienne (le nom du phylum devant être dérivé de celui de son genre type, en l'occurrence Aquifex, par adjonction du suffixe -ota conformément à une décision de l'ICSP en 2021).